# Roger Vadim
Roger Vadim (26. januar 1928 – 11. februar 2000) var en fransk filminstruktør.

## Personligt liv
Han blev født Roger Vladimir Plemiannikov i Paris, Frankrig. Som barn boede han i Egypten, hvor hans far var fransk vicekonsul.
Han var gift fem gange. Hans første kone var Brigitte Bardot, som han instruerede i flere film, blandt andet Gud skabte kvinden. Hans tredje kone var Jane Fonda, som han instruerede i Barbarella. Han var også far til sin veninde Catherine Deneuves søn, Christian Vadim. Han er begravet i Saint-Tropez i Sydfrankrig.

## Udvalgte film
- Gud skabte kvinden (Et Dieu… créa la femme, 1956)
- Farlige forbindelser (Les Liaisons dangereuses, 1959)
- Blod og roser (Et mourir de plaisir, 1960)
- Slottet i Sverige (Château en Suède, 1963)
- Kærlighedskarusellen (La Ronde, 1964)
- Barbarella (1968)